# Alister Kirby
Alister Graham Kirby (14. april 1886 – 29. marts 1917) var en britisk roer som deltog i OL 1912 i Stockholm.
Burgess blev olympisk mester i roning under OL 1912 i Stockholm. Han vandt i otter sammen med Edgar Burgess, Sidney Swann, Leslie Wormwald, Ewart Horsfall, James Angus Gillan, Arthur Garton, Philip Fleming og Henry Wells (styrmand). Mandskabet repræsenterede Leander Club. 